# Na pastwę płomieni
Na pastwę płomieni (Set This House on Fire) – powieść Wiliama Styrona z 1960 roku. Polski przekład Bronisława Zielińskiego ukazał się w 1967 roku. Tytuł pochodzi z epigrafu Johna Donne'a. Chodzi o "ogień" spotkania ze złem, którym dla zbłąkanego Cassa jest arystokratyczny Mason.

## Fabuła
Około 1950 roku w miasteczku Sambuco koło Salerno na Wybrzeżu Amalfitańskim w południowych Włoszech przebywa trzech Amerykanów z Południa  – Peter Leverett, młody, dobroduszny i naiwny prawnik z Wirginii z porządnej rodziny na wakacjach, Mason Flagg, jego kolega z dzieciństwa, przystojny, cyniczny playboy i milioner, autor sztuk teatralnych, przyjaźniący się z pracującą tam hollywoodzką ekipą filmową, i Cass Kinsolving, nieokrzesany malarz-alkoholik ze skrajnie ubogiej wiejskiej rodziny w Karolinie Północnej, całkowicie zależny finansowo od Masona. Narratorem jest Peter, ale historia opowiedziana jest głównie poprzez wspomnienia Cassa, głównego bohatera.
Mason zostaje znaleziony roztrzaskany u stóp stromej skały rankiem kilka godzin po spotkaniu z Peterem. Znalezione zostają też zwłoki zgwałconej i zamordowanej Franceski, biednej, pięknej wieśniaczki, służącej szukającej zatrudnienia, którą Cass przedstawił Masonowi. Policja stwierdza winę Masona i jego samobójstwo, w które Peter nie wierzy. Podejrzewa Cassa, który obrzucił Masona groźbami.
Peter szybko wraca do USA. Ma różne koszmary i złe wspomnienia z lat szkolnych, zastanawia się, jakie potworne zbrodnie musiał popełnić Mason, by ściągnąć na siebie gniew bożej sprawiedliwości. Po kilku latach namawia w liście Cassa do spotkania na rybach nad jeziorem koło Charleston w Karolinie Południowej i większa część powieści składa się z ich rozmów i wspomnień podczas tego wypadu. Cass był we Włoszech zwykle kompletnie pijany i z trudem rekonstruuje wydarzenia. Przyznaje się do roztrzaskania głowy Masona o skałę i zrzucenia go, chciał pomścić Franceskę i siebie. Kochał Franceskę, a przez Masona był zawsze traktowany podle. Potem jednak okazało się, że Francesca żyła po gwałcie, a uciekając natrafiła na wioskowego idiotę, Saveria. Ten zabił ją, kiedy histerycznie zareagowała na jego nieszkodliwe dotknięcie.
Inne postacie to żona Poppy i dzieci Cassa, seksowna dziewczyna Masona Rosemarie, Luigi, filozofujący włoski policjant.